# Steindachnerina amazonica
Steindachnerina amazonica is een straalvinnige vissensoort uit de familie van de brede zalmen (Curimatidae). De wetenschappelijke naam van de soort werd voor het eerst geldig gepubliceerd in 1911 door Franz Steindachner.